# Белов, Александр Степанович
Александр Степанович Белов (род. 1948) — российский физик (ускорительная физика), кандидат физико-математических наук, лауреат премии им. В. И. Векслера (2006 год).

## Биография
Родился 27 февраля 1948 года.
С 1973 года —  после окончания МЭИ работает в Институте ядерных исследований АН СССР (РАН). 
С 1978 год — работает в «Отделе ускорительного комплекса (ОУК)».
С 2008 года — заведующий лабораторией «Инжекторов и ионных источников ускорителя ОУК».
С 1973 по 1978 год — руководил разработкой импульсного наносекундного инжектора протонов для электростатического ускорителя ЭГ-2.5 в «Лаборатории атомного ядра».
С 2015 по 2016 год — лаборатория выполнила работы по созданию источника поляризованных ионов для ускорительного комплекса «Лаборатории Физики Высоких Энергий ОИЯИ» в соответствии с договором «Разработка и изготовление опытных образцов блоков питания импульсного генератора плазмы и масс-спектрометра атомарного пучка для источника поляризованных ионов водорода и дейтерия».

## Награды и премии
- 1986 год — награждён медалью «За трудовое отличие»;
- 1997 год — награждён медалью «В память 850-летия Москвы»;
- 2006 год — лауреат премии им. В. И. Векслера (РАН) за создание высокоинтенсивных источников поляризованных ионов.